# Eadgifu, kći Edvarda I. Starijeg
Ēadgifu (Wessex, 902. – poslije 955.) bila je princeza Engleske te kraljica Francuske. Znana je i kao Edgifu ili Edgiva.
Bila je rođena kao kći kralja Edvarda I. Starijeg i kraljice Ælfflæd, koja je bila druga supruga Edvarda. 919. se udala za francuskog kralja Karla III. Glupog. S njim je bila majka kralja Luja IV. Prekomorskoga.
Bila je i u samostanu, a poslije se udala za Herberta III. od Omoisa. Bila je baka kralja Lotra.